# Азамай
Азама́й (рос. Азамай) — присілок в Глазовському районі Удмуртії, Росія.

## Населення
Населення — 40 осіб (2010; 28 в 2002).
Національний склад станом на 2002 рік:
- удмурти — 54 %
- росіяни — 46 %

## Урбаноніми[3]
- вулиці — Березова, Лучна, Польова, Центральна
- провулки — Польовий